# Tynnereds församling
Tynnereds församling är en församling i Göteborgs södra kontrakt i Göteborgs stift. Församlingen ligger i Göteborgs kommun i Västra Götalands län och ingår i Västra Frölunda pastorat.

## Administrativ historik
Församlingen bildades 1967 genom en utbrytning ur Västra Frölunda församling och utgjorde sedan till 2018 ett eget pastorat, och ingår därefter i Västra Frölunda pastorat.
Ur församlingen utbröts 1995 Näsets församling.

## Kyrkor
- Tynnereds kyrka
- Grevegårdens kyrka

## Areal
Tynnereds församling omfattade den 1 januari 1976 en areal av 30,5 kvadratkilometer, varav 12,4 kvadratkilometer land.